# -desh
El sufijo -desh es una terminación indoaria para referirse a una región o país. Aparece en los nombres de muchas regiones y países, especialmente en el sur de Asia y el Sudeste Asiático:
- Desh, región en Maharashtra, India.
- Bangladesh, país en el subcontinente indio.[1]
- Brahmadesh, un nombre alternativo para Birmania/Myanmar que significa «tierra de Brahma».
- Garhdesh, nombre histórico para la división de Garhwal, en Uttarakhand.
- Gurjardesh, región histórica india que comprende Rajasthan oriental y el norte de Gujarat.
- Khandesh, región histórica en el norte de la India.
  - Distrito de Khandesh, distrito administrativo histórico.
- Sindhudesh, un concepto presentado por algunos partidos nacionalistas sindhi en Pakistán para la creación de un estado sindhi independiente.